# 김바니
김바니(1988년 9월 22일 ~ )는 대한민국의 가수이자 배우이다. 미국에서 태어났으며, 바니라는 이름은 스코트어로 귀엽고 통통한 예의 바른 소녀라는 뜻을 가지고 있다. 개그우먼 조혜련과는 8촌 관계를 맺고 있다. 악녀일기 시즌 3에서 에이미와 출연하여 널리 알려졌다.

## 출연작
- 2008년 올'리브 《악녀일기 시즌3》
- 2009년 올'리브 《악녀일기 리턴즈》
- 2009년 올'리브 《악녀일기 시즌5》
- 2010년 MBC 《볼수록 애교만점》 임바니 역
- 2011년 온스타일 《가십 하우스》

## 앨범
- 2008년 〈Beautiful Life〉 (with 에이미)
- 2009년 〈악녀일기〉 (with 에이미)
- 2009년 〈첫눈에 뿅!〉
- 2009년 〈첫눈에 뿅! Remix〉 (with 하주연)